# Scottish Premiership
Scottish Premiership je nejvyšší fotbalová liga na území Skotska, hraje se od sezóny 2013/14.
Předchůdcem byla Scottish Premier League (zkratkou SPL), která se hrála v letech 1998–2013. Před SPL nesla skotská nejvyšší liga více názvů, její počátky se datují k roku 1890.

## Nejvíce sezon v lize
Jedná se o kompletní seznam klubů, které se zúčastnilo 128 sezon od sezóny 1890/91 až do sezóny 2024/25 (tučně označené).
- 128 sezon: Celtic FC
- 124 sezon: Rangers FC
- 122 sezon: Heart of Midlothian FC
- 116 sezon: Hibernian FC
- 111 sezon: Aberdeen FC
- 109 sezon: Motherwell FC
- 104 sezon: St. Mirren FC
- 100 sezon: Dundee FC
- 96 sezon: Kilmarnock FC
- 85 sezon: Partick Thistle FC
- 68 sezon: Falkirk FC
- 63 sezon: Clyde FC, Dundee United FC
- 60 sezon: Airdrieonians FC
- 58 sezon: Third Lanark AC
- 54 sezon: Greenock Morton FC, St. Johnstone FC
- 47 sezon: Hamilton Academical FC
- 42 sezon: Queen's Park FC
- 38 sezon: Dunfermline Athletic FC
- 37 sezon: Raith Rovers FC
- 35 sezon: Ayr United FC
- 20 sezon: Queen of the South FC
- 19 sezon: Dumbarton FC
- 14 sezon: East Fife FC
- 12 sezon: Inverness Caledonian Thistle FC, Ross County FC
- 11 sezon: Cowdenbeath FC, Livingston FC, Stirling Albion FC
- 10 sezon: Clydebank FC
- 9 sezon: Albion Rovers FC, Arbroath FC
- 8 sezon: Port Glasgow Athletic FC
- 7 sezon: St. Bernard's FC
- 6 sezon: Leith Athletic FC
- 4 sezon: Abercorn  FC
- 3 sezon: Renton  FC
- 2 sezon: Cumbaslang FC, East Stirlingshire FC, Vale of Leven FC
- 1 sezon: Alloa Athletic FC, Bo'ness United FC, Cowlairs FC, Gretna FC

## Mistři
- 1890/91:  Dumbarton a  Rangers (1. titul)
- 1891/92:  Dumbarton (2)
- 1892/93:  Celtic (1)
- 1893/94  Celtic (2)
- 1894/95  Hearts (1)
- 1895/96  Celtic (3)
- 1896/97  Hearts (2)
- 1897/98  Celtic (4)
- 1898/99  Rangers (2)
- 1899/00  Rangers (3)
- 1900/01  Rangers (4)
- 1901/02  Rangers (5)
- 1902/03  Hibernian (1)
- 1903/04  Third Lanark (1)
- 1904/05  Celtic (5)
- 1905/06  Celtic (6)
- 1906/07  Celtic (7)
- 1907/08  Celtic (8)
- 1908/09  Celtic (9)
- 1909/10  Celtic (10)
- 1910/11  Rangers (6)
- 1911/12  Rangers (7)
- 1912/13  Rangers (8)
- 1913/14  Celtic (11)
- 1914/15  Celtic (12)
- 1915/16  Celtic (13)
- 1916/17  Celtic (14)
- 1917/18  Rangers (9)
- 1918/19  Celtic (15)
- 1919/20  Rangers (10)
- 1920/21  Rangers (11)
- 1921/22  Celtic (16)
- 1922/23  Rangers (12)
- 1923/24  Rangers (13)
- 1924/25  Rangers (14)
- 1925/26  Celtic (17)
- 1926/27  Rangers (15)
- 1927/28  Rangers (16)
- 1928/29  Rangers (17)
- 1929/30  Rangers (18)
- 1930/31  Rangers (19)
- 1931/32  Motherwell (1)
- 1932/33  Rangers (20)
- 1933/34  Rangers (21)
- 1934/35  Rangers (22)
- 1935/36  Celtic (18)
- 1936/37  Rangers (23)
- 1937/38  Celtic (19)
- 1938/39  Rangers (24)
- 1939–1946: nehrálo se kvůli 2. světové válce
- 1946/47  Rangers (25)
- 1947/48  Hibernian (2)
- 1948/49  Rangers (26)
- 1949/50  Rangers (27)
- 1950/51  Hibernian (3)
- 1951/52  Hibernian (4)
- 1952/53  Rangers (28)
- 1953/54  Celtic (20)
- 1954/55  Aberdeen (1)
- 1955/56  Rangers (29)
- 1956/57  Rangers (30)
- 1957/58  Hearts (3)
- 1958/59  Rangers (31)
- 1959/60  Hearts (4)
- 1960/61  Rangers (32)
- 1961/62  Dundee United (1)
- 1962/63  Rangers (33)
- 1963/64  Rangers (34)
- 1964/65  Kilmarnock (1)
- 1965/66  Celtic (21)
- 1966/67  Celtic (22)
- 1967/68  Celtic (23)
- 1968/69  Celtic (24)
- 1969/70  Celtic (25)
- 1970/71  Celtic (26)
- 1971/72  Celtic (27)
- 1972/73  Celtic (28)
- 1973/74  Celtic (29)
- 1974/75  Rangers (35)
- 1975/76  Rangers (36)
- 1976/77  Celtic (30)
- 1977/78  Rangers (37)
- 1978/79  Celtic (31)
- 1979/80  Aberdeen (2)
- 1980/81  Celtic (32)
- 1981/82  Celtic (33)
- 1982/83  Dundee United (2)
- 1983/84  Aberdeen (3)
- 1984/85  Aberdeen (4)
- 1985/86  Celtic (34)
- 1986/87  Rangers (38)
- 1987/88  Celtic (35)
- 1988/89  Rangers (39)
- 1989/90  Rangers (40)
- 1990/91  Rangers (41)
- 1991/92  Rangers (42)
- 1992/93  Rangers (43)
- 1993/94  Rangers (44)
- 1994/95  Rangers (45)
- 1995/96  Rangers (46)
- 1996/97  Rangers (47)
- 1997/98  Celtic (36)
- 1998/99  Rangers (48)
- 1999/00  Rangers (49)
- 2000/01  Celtic (37)
- 2001/02  Celtic (38)
- 2002/03  Rangers (50)
- 2003/04  Celtic (39)
- 2004/05  Rangers (51)
- 2005/06  Celtic (40)
- 2006/07  Celtic (41)
- 2007/08  Celtic (42)
- 2008/09  Rangers (52)
- 2009/10  Rangers (53)
- 2010/11  Rangers (54)
- 2011/12  Celtic (43)
- 2012/13  Celtic (44)
- 2013/14  Celtic (45)
- 2014/15  Celtic (46)
- 2015/16  Celtic (47)
- 2016/17  Celtic (48)
- 2017/18  Celtic (49)
- 2018/19  Celtic (50)
- 2019/20  Celtic (51)
- 2020/21  Rangers (55)
- 2021/22  Celtic (52)
- 2022/23  Celtic (53)
- 2023/24  Celtic (54)
- 2024/25  Celtic (55)

## Nejlepší kluby v historii - podle počtu titulů
| Vítězové nejvyšší ligové soutěže |        | |
| Klub                             | Tituly | Vítězné ročníky |
| Rangers FC                       | 55     | 1890/91, 1898/99, 1899/00, 1900/01, 1901/02, 1910/11, 1911/12, 1912/13, 1917/18, 1919/20, 1920/21, 1922/23, 1923/24, 1924/25, 1926/27, 1927/28, 1928/29, 1929/30, 1930/31, 1932/33, 1933/34, 1934/35, 1936/37, 1938/39, 1946/47, 1948/49, 1949/50, 1952/53, 1955/56, 1956/57, 1958/59, 1960/61, 1962/63, 1963/64, 1974/75, 1975/76, 1977/78, 1986/87, 1988/89, 1989/90, 1990/91, 1991/92, 1992/93, 1993/94, 1994/95, 1995/96, 1996/97, 1998/99, 1999/00, 2002/03, 2004/05, 2008/09, 2009/10, 2010/11, 2020/21 |
| Celtic FC                        | 55     | 1892/93, 1893/94, 1895/96, 1897/98, 1904/05, 1905/06, 1906/07, 1907/08, 1908/09, 1909/10, 1913/14, 1914/15, 1915/16, 1916/17, 1918/19, 1921/22, 1925/26, 1935/36, 1937/38, 1953/54, 1965/66, 1966/67, 1967/68, 1968/69, 1969/70, 1970/71, 1971/72, 1972/73, 1973/74, 1976/77, 1978/79, 1980/81, 1981/82, 1985/86, 1987/88, 1997/98, 2000/01, 2001/02, 2003/04, 2005/06, 2006/07, 2007/08, 2011/12, 2012/13, 2013/14, 2014/15, 2015/16, 2016/17, 2017/18, 2018/19, 2019/20, 2021/22, 2022/23, 2023/24, 2024/25 |
| Aberdeen FC                      | 4      | 1954/55, 1979/80, 1983/84, 1986/85 |
| Heart of Midlothian FC           | 4      | 1894/95, 1896/97, 1957/58, 1959/60 |
| Hibernian FC                     | 4      | 1902/03, 1947/48, 1950/51, 1951/52 |
| Dumbarton FC                     | 2      | 1890/91, 1891/92 |
| Motherwell FC                    | 1      | 1931/32 |
| Kilmarnock FC                    | 1      | 1964/65 |
| Dundee FC                        | 1      | 1961/62 |
| Dundee United FC                 | 1      | 1982/83 |
| Third Lanark AC                  | 1      | 1903/04 |